# Franken-Thüringen-Express
| Franken-Thüringen-Express                             | Franken-Thüringen-Express |
| ----------------------------------------------------- | ------------------------- |
| Franken-Thüringen-Express zwischen Bamberg und Coburg |                           |
| Streckenlänge:                                        | 182 / 164 / 136 km        |
| Spurweite:                                            | 1435 mm (Normalspur)      |
|                                                       |                           |

Der Franken-Thüringen-Express, kurz FTX, ist ein Netz von sechs Regionalexpresslinien und einer Regionalbahnlinie, die durch Thüringen und Franken verlaufen und die Städte Erfurt, Sonneberg und Saalfeld/Saale in Thüringen mit den Städten Würzburg, Bamberg und Nürnberg in Franken verbinden. Das im Dezember 2011 eingeführte Netz wird von DB Regio Bayern betrieben.

## Linien
Der Franken-Thüringen-Express besteht aus fünf Regionalexpress- und einer Regionalbahnlinie. Von Nürnberg bis Bamberg verlaufen die Regionalexpresslinien alle parallel zur Linie S1 der S-Bahn Nürnberg auf der Bahnstrecke Nürnberg–Bamberg. Die stündliche Linie nach Saalfeld verkehrt alle zwei Stunden bis Bamberg zusammen mit der Linie nach Würzburg Hauptbahnhof. Ebenfalls alle zwei Stunden verkehrt ein Zugteil nach Saalfeld bis zur Teilung in Lichtenfels gemeinsam mit dem Zugteil nach Sonneberg. Eine ebenfalls in Nürnberg beginnende stündliche Linie wird ab Bamberg über die Schnellfahrstrecke Nürnberg–Erfurt ohne Zwischenhalte nach Coburg geführt. Fünf Zugpaare pro Tag fahren von dort weiter als RE 29 nach Erfurt, die übrigen als RE 19 nach Sonneberg. Zusätzlich verkehrt im Stundentakt eine Regionalbahn von Bamberg nach Kronach.
Die zweistündlichen RE-Linien Nürnberg–Saalfeld/Würzburg und Nürnberg–Sonneberg/Saalfeld ergänzen sich bis Saalfeld zu einem Stundentakt. Auf dem Abschnitt zwischen Nürnberg und Bamberg besteht ein Halbstundentakt.
| Linie | Strecke                                                                                      | Strecke                                                                            | Takt (Min.)                      | Fahrzeugmaterial                                            |
| ----- | -------------------------------------------------------------------------------------------- | ---------------------------------------------------------------------------------- | -------------------------------- | ----------------------------------------------------------- |
| RE14  | Nürnberg – Fürth – Erlangen – Forchheim – Hirschaid – Bamberg                                | – Breitengüßbach – Lichtenfels – Kronach – Saalfeld (Saale)                        | 120                              | Siemens Desiro HC (Baureihe 1462)                           |
| RE20  | Nürnberg – Fürth – Erlangen – Forchheim – Hirschaid – Bamberg                                | – Haßfurt – Schweinfurt – Würzburg                                                 | 120                              | Siemens Desiro HC (Baureihe 1462)                           |
| RE 28 | Nürnberg – Fürth – Erlangen – Forchheim – Hirschaid – Bamberg – Breitengüßbach – Lichtenfels | – Coburg – Sonneberg                                                               | 120                              | Siemens Desiro HC (Baureihe 1462)                           |
| RE14  | Nürnberg – Fürth – Erlangen – Forchheim – Hirschaid – Bamberg – Breitengüßbach – Lichtenfels | – Kronach – Saalfeld (Saale)                                                       | 120                              | Siemens Desiro HC (Baureihe 1462)                           |
| RE19  | Nürnberg – Fürth – Erlangen – Forchheim – Hirschaid – Bamberg – Coburg – Sonneberg           | Nürnberg – Fürth – Erlangen – Forchheim – Hirschaid – Bamberg – Coburg – Sonneberg | überwiegend 60, teils 120 Anm. 1 | Siemens Desiro HC (Baureihe 4462)                           |
| RE 29 | Nürnberg – Fürth – Erlangen – Forchheim – Hirschaid – Bamberg – Coburg – Erfurt              | Nürnberg – Fürth – Erlangen – Forchheim – Hirschaid – Bamberg – Coburg – Erfurt    | fünf Zugpaare pro Tag            | Siemens Desiro HC (Baureihe 4462)                           |
| RB25  | Bamberg – Breitengüßbach – Lichtenfels – Kronach                                             | Bamberg – Breitengüßbach – Lichtenfels – Kronach                                   | 60                               | Talent 2 (Baureihe 442) + Siemens Desiro HC (Baureihe 1462) |

Von Nürnberg bis Haßfurt (in Richtung Würzburg), Sonneberg und Ludwigsstadt (in Richtung Saalfeld) ist das Netz des Franken-Thüringen-Express in den Verkehrsverbund Großraum Nürnberg integriert.

## Geschichte
Die Linie wurde mit dem Fahrplanwechsel im Dezember 2011 in Betrieb genommen, wegen verspäteter Auslieferung der neuen Züge wurden allerdings zunächst statt der neuen Elektrotriebwagen weiterhin Doppelstockzüge eingesetzt. Zudem konnte wegen fehlender Züge die Direktverbindung von Nürnberg nach Jena nicht betrieben werden, sodass in Lichtenfels umgestiegen werden musste. Die vollständige Inbetriebnahme der Linie mit neuen Zügen erfolgte im Dezember 2012.
Mit dem Fahrplanwechsel im Dezember 2017 wurden die Zugläufe neu geordnet und eine neue Direktverbindung von Bamberg nach Coburg über die Schnellfahrstrecke eingeführt, womit sich die kürzeste Fahrzeit zwischen den beiden Städten um eine halbe Stunde verkürzte. Zudem erhöhte sich dadurch das Verkehrsangebot auf dem Abschnitt Nürnberg–Bamberg, der seitdem annähernd im Halbstundentakt bedient wird. Des Weiteren wurden neue RE-Systemhalte unter anderem an den Umsteigestationen in Breitengüßbach und Hochstadt-Marktzeuln eingerichtet.
Zwischen 2019 und Dezember 2023 verkehrte der Franken-Thüringen-Express von Jena weiter bis nach Leipzig Hbf. Diese Linienverlängerung diente als vorübergehender Ersatz für die auf die Schnellfahrstrecke Nürnberg–Erfurt verlagerten Züge des Fernverkehrs, bis im Dezember 2023 eine neue Fernverkehrslinie über Lichtenfels, Saalfeld und Jena eingeführt wurde. Seitdem verkehrt der Franken-Thüringen-Express nur noch bis Saalfeld.
Seit 9. Juni 2024 wird der Franken-Thüringen-Express von Coburg weiter bis nach Erfurt geführt.

## Fahrzeuge
Zum Einsatz kommen Elektrotriebwagen des Typs Bombardier Talent 2 (Baureihe 442). Auf der Linie Nürnberg–Bamberg–Coburg–Sonneberg wurden ab Dezember 2017 Loks der Baureihe 193 (Siemens Vectron) eingesetzt, die mit fünf Doppelstockwagen der Bauart 780.1 und 785.2 verkehrten, wobei mangels der ETCS-Ausrüstung der Steuerwagen je eine Lokomotive an Zugspitze und Zugende verkehrte. DB Regio Franken mietete dafür sechs Lokomotiven von der Firma Railpool.
Im Frühjahr 2014 wurden zehn der damals insgesamt 22 Triebzüge im Rahmen einer Internetabstimmung auf den Namen an der Strecke liegender Orte getauft. Am 22. August 2014 wurde der Franken-Thüringen-Express Bad Staffelstein am Bahnhof in Bad Staffelstein, das verhältnismäßig zur Einwohnerzahl die meisten Stimmen erhalten hatte, stellvertretend für die neun anderen Züge getauft. Im Januar 2018 wurde ein weiterer Zug getauft, dieser erhielt den Namen Gemeinde Breitengüßbach.
Im Dezember 2023 gingen auf den Strecken des Franken-Thüringen-Express 18 neue 4-teilige Fahrzeuge des Typs Siemens Desiro HC als Baureihe 1462 in Betrieb. Zum kleinen Fahrplanwechsel im Juni 2024 wurden weitere acht 6-teilige der Baureihe 4462 in Betrieb genommen. Die für 190 km/h zugelassenen Garnituren sind druckertüchtigt und mit dem Zugbeeinflussungssystem ETCS ausgerüstet. Sie sind für den Einsatz auf der Schnellfahrstrecke über Coburg nach Erfurt bestimmt.

## Kritik
Insbesondere zu Beginn stand der Franken-Thüringen-Express stark in der Kritik, vor allem wegen häufiger Verspätungen und zu geringer Sitzplatzkapazität.
Der Fahrgastverband Pro Bahn kritisierte 2013 unter anderem, dass der eingesetzte Zugtyp nur für Kurzstrecken geeignet sei, weil er für die Fahrgäste und ihr Gepäck zu wenig Platz biete. Die Fahrrad- und Kinderwagenplätze seien unzureichend und wegen der sperrigen Toiletteneinbauten kaum zu erreichen. Außerdem fahre der Zug unruhig und beschleunige und bremse in unberechenbarer Weise wie ein Bus.